# Roxton (Teksas)
Roxton je grad u američkoj saveznoj državi Teksas. Prema popisu stanovništva iz 2010. u njemu je živjelo 650 stanovnika.